# Kulmination (Astronomie)
Als Kulmination (lateinisch culmen ‚Gipfel‘) wird in der Astronomie der Durchgang eines astronomischen Objekts durch die höchste (obere Kulmination) oder die tiefste (untere Kulmination) tägliche Lage auf seiner  scheinbaren Kreisbahn am Himmel bezeichnet. Die gleiche Benennung wird daneben auch für den Zeitpunkt eines solchen Durchgangs verwendet sowie für die jeweilige Höhe.
Zu der mit dem Höhenwinkel {\displaystyle h} gemessenen Lage wird der Zeitpunkt des Passierens dieser Lage angegeben. Der Höhenwinkel ist negativ, wenn die Kulmination unter dem Horizont stattfindet und nicht sichtbar ist. Das betrifft überwiegend die untere Kulmination.

## Höhenwinkel bei Kulmination
Der Höhenwinkel {\displaystyle h} des Objekts ist gegeben durch
- die Deklination {\displaystyle \delta } des Objekts (nördliche Himmelshälfte: {\displaystyle \delta >0}; südliche Himmelshälfte: {\displaystyle \delta <0}) und
- die geographische Breite {\displaystyle \varphi } des Beobachtungsorts (Nordhalbkugel: {\displaystyle \varphi >0}; Südhalbkugel: {\displaystyle \varphi <0})

gemäß folgender Formeln (diese sind nur dann exakt, wenn der Kulminationspunkt auf dem Meridian liegt):
| Höhenwinkel        | Höhenwinkel                                                         |
| ------------------ | ------------------------------------------------------------------- |
| obere Kulmination  | {\displaystyle h_{\mathrm {OK} }=+90^{\circ }-\|\delta -\varphi \|} |
| untere Kulmination | {\displaystyle h_{\mathrm {UK} }=-90^{\circ }+\|\delta +\varphi \|} |

## Kulminationshöhe und Sichtbarkeit
- Die zirkumpolaren Sterne gehen niemals unter, ihre untere Kulmination liegt immer über dem Horizont: {\displaystyle h_{\mathrm {UK} }>0}
- Umgekehrt können Sterne in der Nähe des Gegenpols am Himmel von der anderen Erdhälfte aus nie gesehen werden, hierbei hat auch die obere Kulmination einen negativen Höhenwinkel: {\displaystyle h_{\mathrm {OK} }<0}

Beispiele sind die Sterne des Kreuzes des Südens ({\displaystyle \delta \approx -35^{\circ }<0\ \to } Sterne auf der südlichen Himmelshalbkugel), die nur bis etwa 25° nördlicher Breite in oberer Kulmination beobachtbar sind.
- Für Objekte mit einer Deklination {\displaystyle \delta } zwischen den beiden o. g. Werten liegt nur die obere Kulmination über dem Horizont; diese Objekte gehen auf und unter.

Daraus folgt:
| Standort des Beobachters                                       | Sichtbarkeit der Sterne, die folgende Bedingung erfüllen | Sichtbarkeit der Sterne, die folgende Bedingung erfüllen                | Sichtbarkeit der Sterne, die folgende Bedingung erfüllen |
| -------------------------------------------------------------- | -------------------------------------------------------- | ----------------------------------------------------------------------- | -------------------------------------------------------- |
| Standort des Beobachters                                       | zirkumpolar: immer                                       | nicht immer                                                             | nie                                                      |
| Nordpol {\displaystyle \varphi =+90^{\circ }}                  | {\displaystyle \delta >0^{\circ }}, d. h. der Nordhimmel | -                                                                       | {\displaystyle \delta <0^{\circ }}, d. h. der Südhimmel  |
| Nordhalbkugel {\displaystyle 0^{\circ }<\varphi <+90^{\circ }} | {\displaystyle \delta >+(90^{\circ }-\varphi )}          | {\displaystyle -(90^{\circ }-\varphi )<\delta <+(90^{\circ }-\varphi )} | {\displaystyle \delta <-(90^{\circ }-\varphi )}          |
| Äquator {\displaystyle \varphi =0^{\circ }}                    | -                                                        | {\displaystyle -90^{\circ }<\delta <+90^{\circ }}, d. h. alle Sterne    | -                                                        |
| Südhalbkugel {\displaystyle -90^{\circ }<\varphi <0^{\circ }}  | {\displaystyle \delta <-(90^{\circ }+\varphi )}          | {\displaystyle -(90^{\circ }+\varphi )<\delta <+(90^{\circ }+\varphi )} | {\displaystyle \delta >+(90^{\circ }+\varphi )}          |
| Südpol {\displaystyle \varphi =-90^{\circ }}                   | {\displaystyle \delta <0^{\circ }}, d. h. der Südhimmel  | -                                                                       | {\displaystyle \delta >0^{\circ }}, d. h. der Nordhimmel |

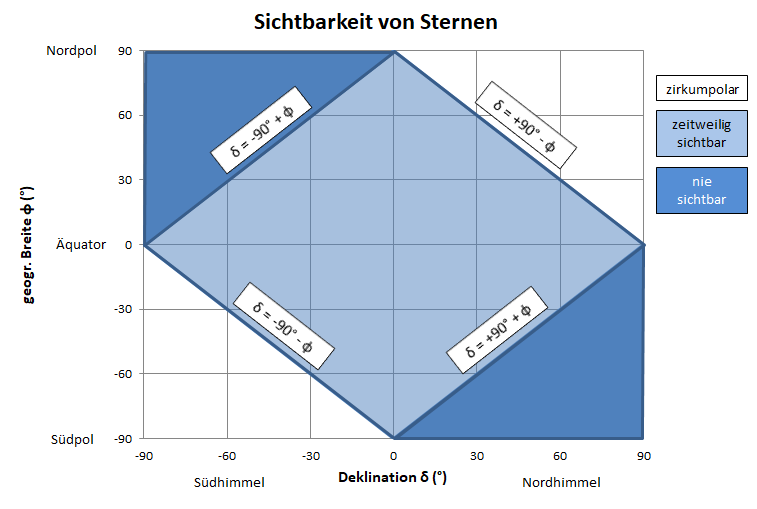
Sichtbarkeit in Abhängigkeit von Beobachtungsort und Deklination

Auf der Nordhalbkugel der Erde liegt die obere Kulmination eines Sternes
- südlich des Zenits, wenn seine Deklination kleiner als die geographische Breite ist, und
- nördlich des Zenits (zwischen Zenit und nördlichem Pol), wenn seine Deklination größer als die geographische Breite ist;

die untere Kulmination liegt, wenn sie sichtbar ist, immer nördlich des Zenits (jenseits des nördlichen Poles).

## Kulmination und Meridian
Bei einem raumfesten astronomischen Objekt, dessen Richtung von der Erde aus sich nicht ändert, sind Kulmination und Meridiandurchgang identisch. Die Kulminationspunkte liegen auf dem (astronomischen) Meridian des Beobachtungsortes, mit dem Stundenwinkel 0 bei der oberen Kulmination und dem Stundenwinkel 12h (= 180°) in der unteren Kulmination. Das Azimut ist gleich 0° oder 180°; das Objekt liegt also im Norden oder im Süden.
Bei Himmelskörpern mit Eigenbewegung – beispielsweise Sonne, Mond, Planeten, Planetoiden, Satelliten – liegen die Kulminationspunkte in der Regel nicht genau auf dem Meridian, weil ihre Deklination variiert.
Im Fall der Sonne ist die Abweichung ihrer Kulmination vom Meridiandurchgang recht klein und zu den Sonnenwenden nahezu null. Die täglichen Kulminationen finden im Halbjahr zwischen Winter- und Sommersonnenwende geringfügig nach, im zweiten Halbjahr geringfügig vor einem Meridiandurchgang statt. Die Zeitdifferenz zwischen der oberen Kulmination und dem wahren Mittag eines Tages beträgt typischerweise nur wenige Sekunden. Der Höhenwinkel der Sonne in oberer Kulmination und ihre Mittagshöhe während des Meridiandurchgangs sind daher annähernd gleich.
Satelliten und der Mond haben dagegen relativ große Eigenbewegungen, sodass die Abweichungen vom Meridian hier beträchtlich sein können.
Beim Mond beträgt die Zeitdifferenz {\displaystyle \Delta t} zwischen Kulmination und Meridiandurchgang etliche Minuten und lässt sich näherungsweise wie folgt berechnen:
{\displaystyle \Delta t\approx (\tan \varphi -\tan \delta )\cdot {\frac {\mathrm {d} t}{\mathrm {d} \delta }}}

## Kulmination und Sternzeit
Die obere Kulmination eines Himmelskörpers spielt eine Rolle bei der Sternzeit-Messung seines Rektaszensions-Winkels, der im Zeitmaß (Winkel) angegeben wird: dem Moment der oberen Kulmination des Frühlingspunktes (Bezugspunkt für den Rektaszensions-Winkel) wird die Sternzeit 00:00 Uhr zugeordnet. Kulminiert ein beliebiger Himmelskörper, so hat er sich seitdem über einen Rektaszensions-Winkel bewegt, dem die inzwischen gültige Sternzeit entspricht. Die Angabe der Rektaszension als Sternzeit hängt dabei vom Beobachtungsort ab, d. h. 00:00 Uhr Sternzeit ist nicht überall gleichzeitig, da auf jedem Längengrad der Erde der Frühlingspunkt zu einer anderen Zeit kulminiert.
Die Zeit zwischen zwei Kulminationen des Frühlingspunktes ist ein Sterntag, der nach dem gleichen Schema wie ein Sonnentag unterteilt wird in (Sternzeit-)Stunden, Minuten und Sekunden. Die Rektaszension der Fixsterne und damit die Sternzeit ist unveränderlich (Bedeutung des Wortes fix), die Rektaszension der Sonne dagegen vergrößert sich täglich um etwa 1°, den Winkel der Bahnfahrt der Erde um die Sonne. Daher ist ein Sterntag etwa 4 Sternzeit-Minuten kürzer als ein Sonnentag (siehe auch siderische Periode, synodische Periode). Alle Sternzeit-Einheiten sind in diesem Verhältnis kleiner als die der Sonnenzeit:
{\displaystyle {\frac {t_{\mathrm {stern} }}{t_{\mathrm {sonne} }}}\approx {\frac {0{,}99727}{1}}}